# Яванска летяща жаба
Яванската летяща жаба (Rhacophorus reinwardtii) е вид земноводно от семейство Rhacophoridae. Видът е почти застрашен от изчезване.

## Разпространение
Разпространен е в планинските гори на Индонезия (Суматра и Ява), Малайзия (Западна Малайзия, Сабах и Саравак) и Тайланд.

## Начин на живот
Този вид жаби са нощни животни. Деня прекарват скрити в короните на дърветата и се активизират след залез слънце. Благодарение на лепкавия секрет, отделян от пръстите им, могат лесно да се закрепват и придвижват по гладките листа, както и да пълзят по гладки отвесни повърхности. Подобно на други видове от рода на летящите жаби, може да прелита до десетина метра, спускайки се от клоните на дърветата.
Размножителният период на яванската летяща жаба е от януари до август.